# بلدة بيرت (مقاطعة الجزائر)
بيرت، مقاطعة الجزائر (بالإنجليزية: Burt Township, Alger County, Michigan)‏ هي بلدة تقع بولاية ميشيغان في الولايات المتحدة. تبلغ مساحتها 668.3 (كم²)، وترتفع عن سطح البحر 295 م، بلغ عدد سكانها 522 نسمة في عام تعداد الولايات المتحدة 2010 حسب إحصاء مكتب تعداد الولايات المتحدة وتصل الكثافة السكانية فيها 0.87 نسمة/كم2.

## وصلات خارجية
- www.burttownship.com
- The US50 - Cities and Towns in Michigan State
- Michigan Cities and Towns, Facts, Map, Flag, Colleges, Government, and More